# アリエル・シュルマン
アリエル・シュルマン（Ariel Schulman、1981年10月2日 - ）は、アメリカ合衆国の映画監督。

## 作品
- ヴァイラル Viral (2016)
- NERVE/ナーヴ 世界で一番危険なゲーム
- パラノーマル・アクティビティ4
- パラノーマル・アクティビティ3
- プロジェクト・パワー